# برينت بارتون
برينت بارتون (بالإنجليزية: Brent Barton)‏ هو سياسي أمريكي، ولد في 11 مارس 1980. حزبياً، نشط في الحزب الديمقراطي. وقد انتخب عضو مجلس نواب أوريغون.